# Chruščëvka

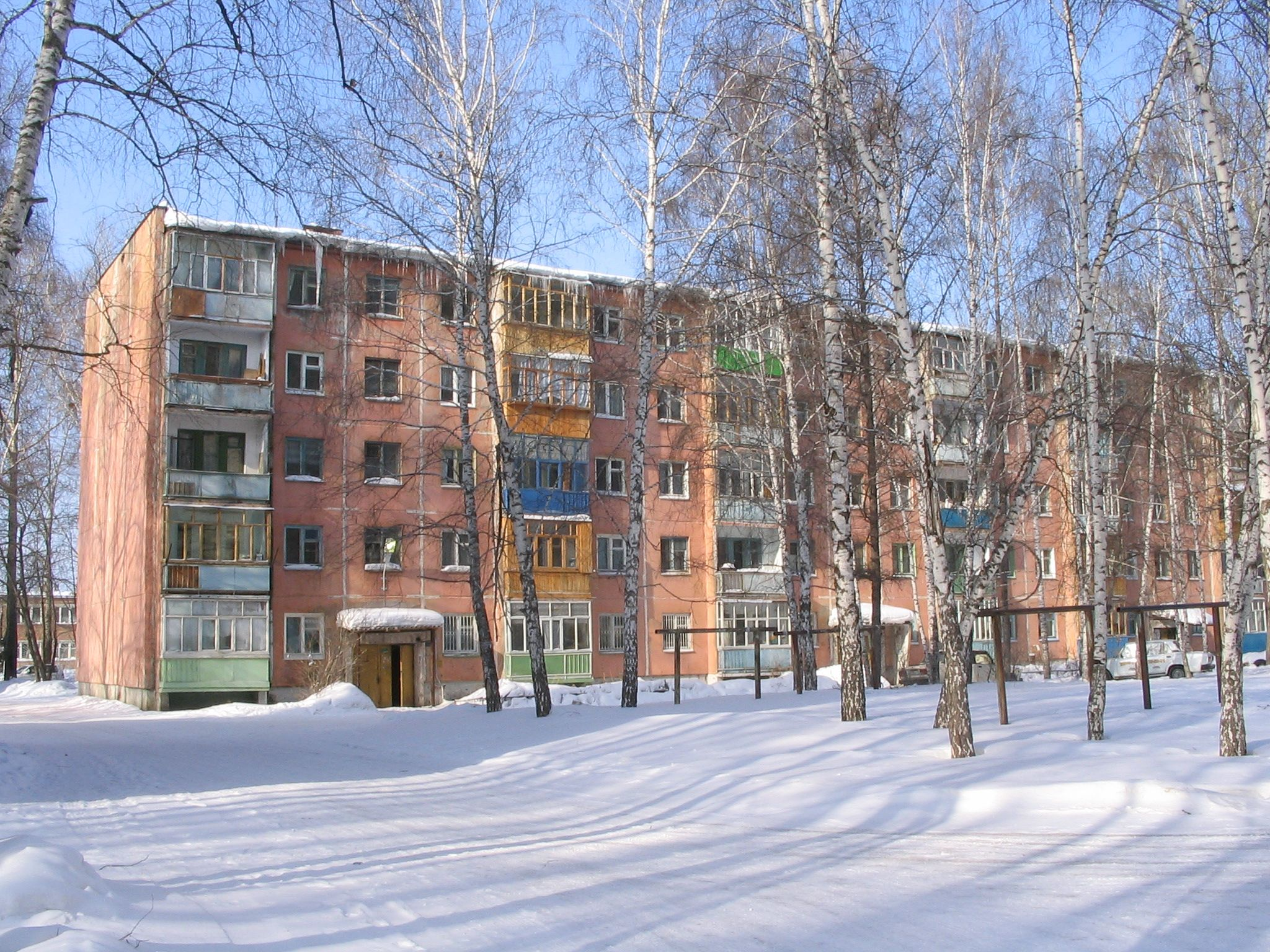
Una chruščëvka a Tomsk

Con il termine chruščëvka (in russo хрущёвка?) si intende un tipo di edifici a tre o cinque piani con pannelli in cemento o mattoni a basso costo realizzati in Unione Sovietica all'inizio degli anni '60, durante la presidenza di Nikita Chruščëv, a cui devono il loro nome. A volte vengono paragonati ai danchi giapponesi, progetti abitativi simili (spesso sponsorizzati dal governo) dello stesso periodo, che, secondo alcuni resoconti, sono stati direttamente ispirati da essi. Il periodo della Chruščëvka fu seguito da quello della Brežnevka.

## Storia

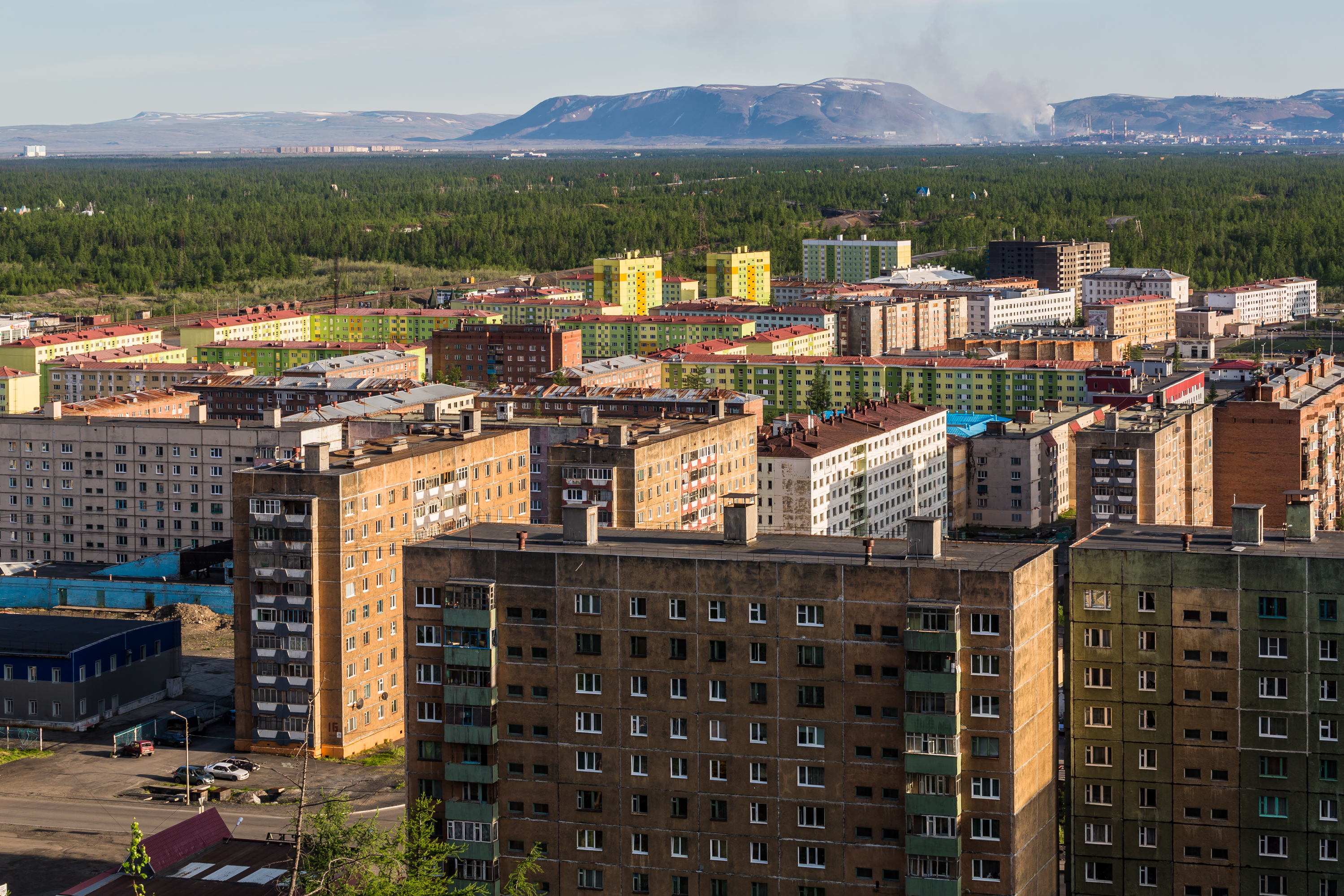
Chruščëvka costruiti sul permafrost a Talnach (Siberia settentrionale).

Per migliorare la grave emergenza abitativa seguita alla seconda guerra mondiale che in Unione Sovietica aveva provocato decine di milioni di morti e sfollati, nel periodo 1947-1951 gli architetti sovietici valutarono varie tecnologie che riducessero i costi e i tempi di completamento degli edifici: le tecniche tradizionali di costruzione richiedevano infatti un grande utilizzo di manodopera e costi troppo onerosi. Nel gennaio del 1951, una convenzione di architetti, sotto la supervisione di Nikita Chruščëv (allora direttore del partito di Mosca), dichiarò che l'obiettivo dell'ordine era trovare nuove e rapide tecnologie a basso costo da essere utilizzate nella costruzione, ponendo così una cesura rispetto allo stile più ricercato ed elaborato del classicismo socialista. Due impianti di cemento furono successivamente istituiti a Mosca (Presnenskij, 1953; Chorošëvo, 1954). A quel tempo, i progetti sperimentali concorrenti erano testati da costruzioni reali e i pannelli prefabbricati in cemento erano considerati superiori. Altre possibilità, come il calcestruzzo in situ, o l'incoraggiamento di singoli edifici bassi, furono scartate.
Nel periodo 1954-1961, l'ingegnere Vitaly Lagutenko, progettista capo di Mosca dal 1956, progettò e testò il processo di costruzione su larga scala e industrializzato, facendo affidamento su impianti di pannelli di cemento e un rapido programma di assemblaggio. Nel 1961, l'istituto di Lagutenko pubblicò il progetto K-7, un edificio prefabbricato a 5 piani che divenne tipico delle kruščëvke: così 64.000 unità (3000000 m²) di questo tipo furono costruite a Mosca dal 1961 al 1968.
A cavallo tra anni '60 e '70, la crescente richiesta di alloggi a Mosca portò al privilegiare progetti di edifici a 9 o 12 piani e l'ultima chruščëvka a 5 piani fu completata nel 1971.
 Il resto del blocco sovietico continuò a costruire chruščëvke fino alla caduta dell'Unione Sovietica, nel 1991: in questo modo, milioni di tali unità avevano ormai superato la loro vita progettuale, che all'origine era stimata in circa 20 anni.

## Descrizione

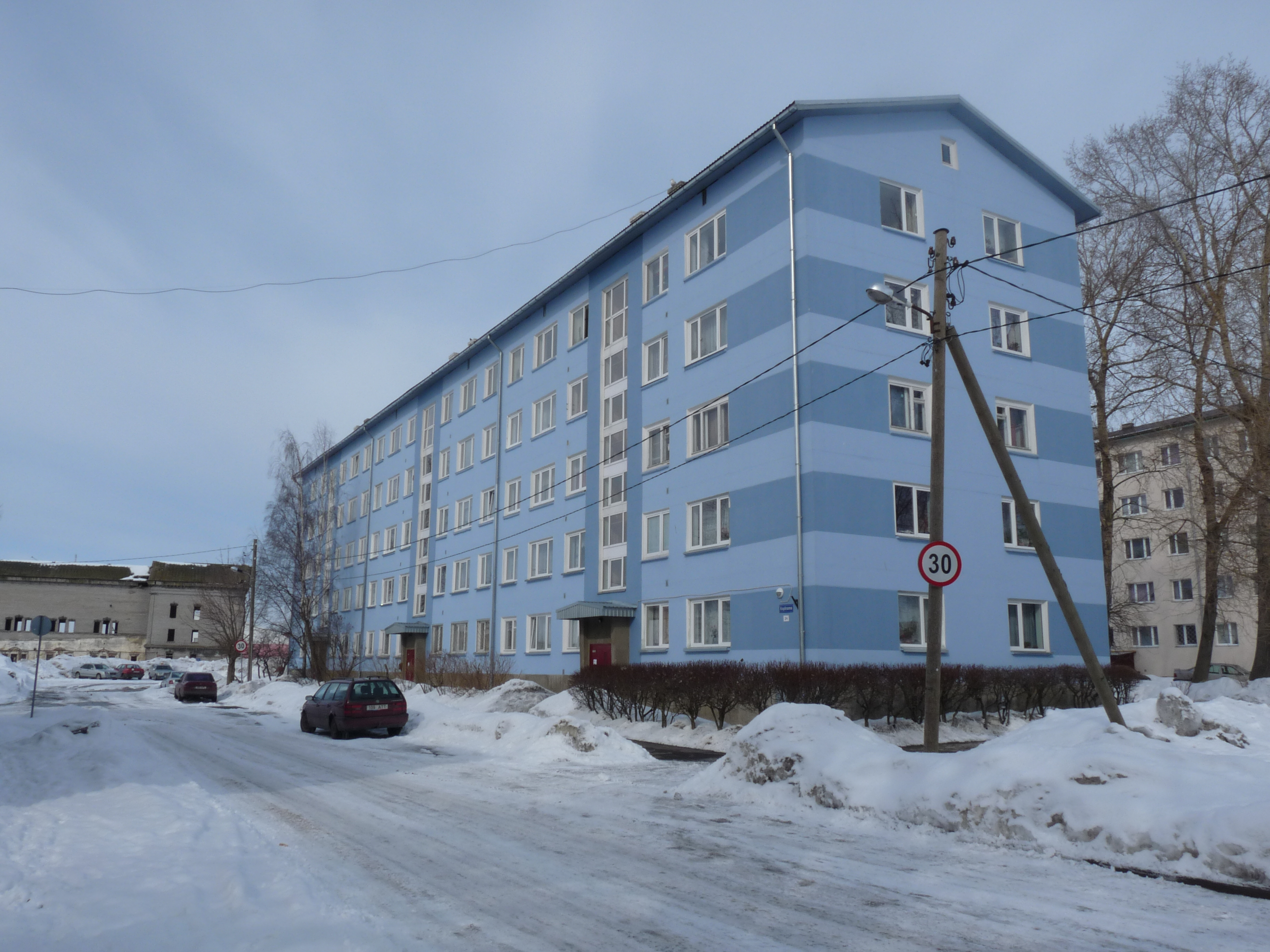
Chruščëvka restaurata a Tallinn, in Estonia

Il progetto chruščëvka rappresentava un primo tentativo di costruzione edilizia industrializzata e prefabbricata, con elementi (o pannelli) realizzati in impianti di cemento e trasportati su camion in siti secondo necessità. I pianificatori consideravano gli ascensori troppo costosi poiché richiedevano troppo tempo per essere costruiti. Inoltre, gli standard sovietici di sicurezza e salute specificavano cinque piani come l'altezza massima di un edificio senza ascensore. Raramente, quindi, questa tipologia di edificio superava tale altezza.
Le chruščëvke presentano bagni combinati. Erano stati introdotti con il premiato edificio Bolshaya Kaluzhskaya di Ivan Zholtovsky, ma Lagutenko adottò anche in questo caso soluzioni più economiche che richiedessero un minor uso di spazio, sostituendo le vasche da bagno di dimensioni normali con "vasche da bagno" da 120 cm di lunghezza. I cubicoli completi del bagno, assemblati in uno stabilimento di Chorošëvskij, erano trasportati sul luogo dove le squadre di costruzione li collocavano quindi in posizione e collegando le tubazioni.  Alcuni progettisti avevano anche preso in considerazione l'idea di combinare le funzioni del water con il lavandino della doccia, ma l'idea fu scartata. Le cucine erano piccole, di solito 6 m², caratteristica comune con molte case staliniste non destinate all'élite, alcune delle quali avevano sale da pranzo dedicate.
Gli appartamenti tipici della serie K-7 hanno una superficie totale di 30 m² (monolocale), 44 m² (bilocale) e 60 m² (trilocale). I progetti successivi ridussero ulteriormente queste già piccole metrature. Le stanze del K-7 sono "isolate", nel senso che si collegano tutte a un piccolo ingresso e non tra loro. I progetti successivi (dal P-35 a seguire) eliminarono questa "ridondanza": i residenti dovevano passare attraverso il soggiorno per raggiungere la camera da letto. Questi appartamenti erano progettati per piccole famiglie ma, di fatto, non era insolito per tre generazioni di persone vivere insieme in appartamenti bilocali. Alcuni appartamenti avevano un "lussuoso" ripostiglio che spesso veniva utilizzato come camera da letto aggiuntiva nonostante non avesse finestre o ventilazione.

## Oggi

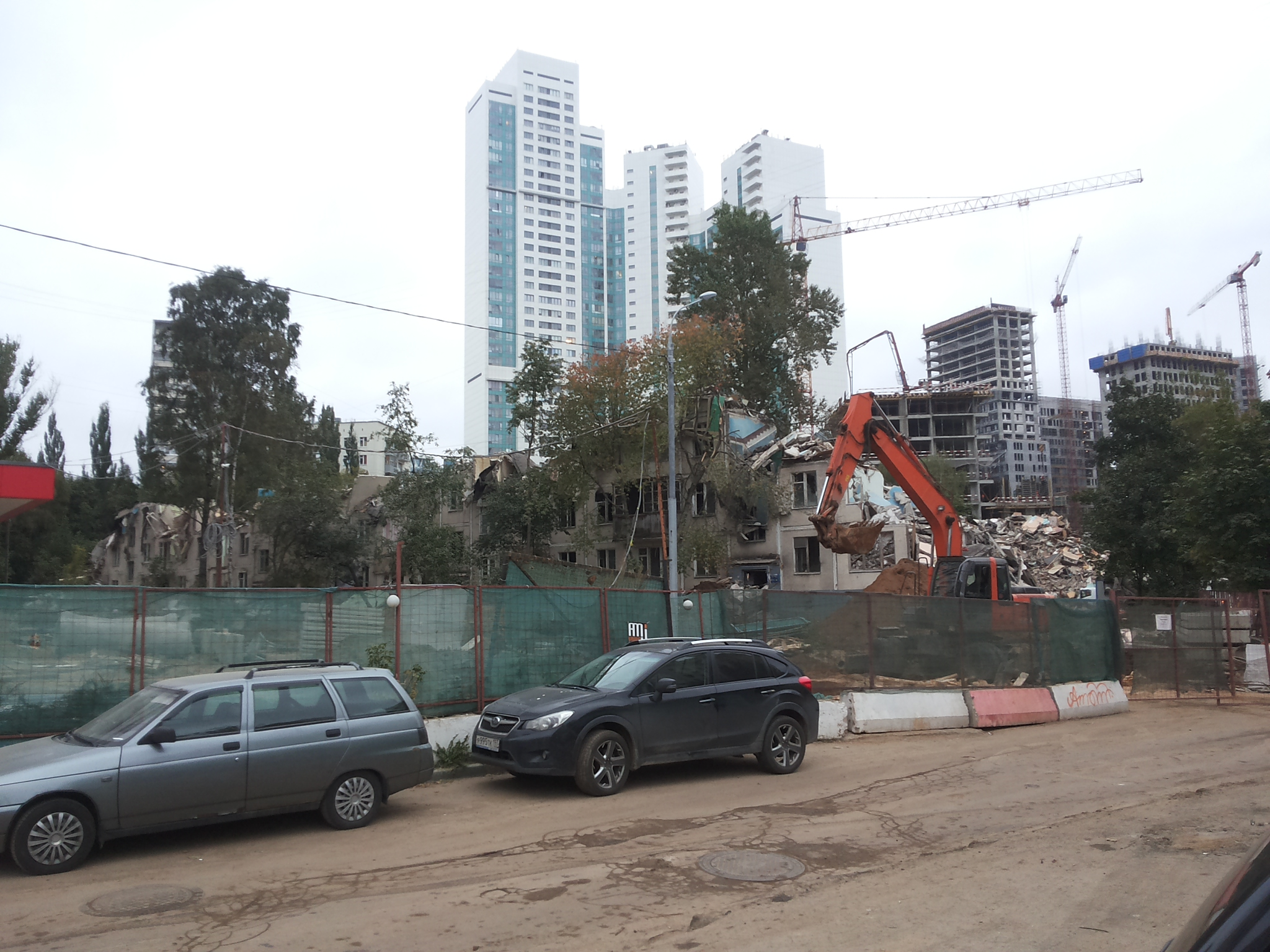
Demolizione di un isolato di chruščëvke a Mosca nel 2018

Gli edifici a pannelli soprannominati chruščëvka si trovano in gran numero in tutta l'ex Unione Sovietica. Inizialmente erano considerati alloggi temporanei, confidando che il progresso comunista non avrebbe avuto difficoltà a rimpiazzare questo genere di edifici. Chruščëv stimò il pieno raggiungimento di una società comunista nell'arco di 20 anni (negli anni '80). Più tardi, Leonid Brežnev promise a ogni famiglia un appartamento "con una stanza separata per ogni persona più una stanza in più". Tuttavia, oggi molte persone continuano a vivere nelle chruščëvke.
Gli edifici standard di chruščëvka sono classificati in "usa e getta", con una vita pianificata di 25 anni e "permanenti". Questa distinzione è importante a Mosca e nelle città limitrofe, dove le chruščëvke monouso vengono demolite per far posto a nuove costruzioni ad alta densità. La città di Mosca aveva pianificato di completare questo processo entro il 2015. Nel 2012 più di 1.300 su circa 1.700 edifici erano già stati demoliti. Nel 2017, le autorità della città di Mosca hanno annunciato che circa 8.000 chruščëvke sarebbero state demolite, una mossa che avrebbe causato la perdita della casa per 1,6 milioni di persone. L'annuncio, dopo una votazione alla Duma, ha suscitato la protesta di numerosi cittadini, che vedono dietro questo progetto il rischio di una gigantesca speculazione edilizia.
In alcune parti dell'ex Unione Sovietica e dei paesi del blocco orientale, sono stati compiuti sforzi per ristrutturare e abbellire le chruščëvke, come in Repubblica Ceca, Slovacchia e Bielorussia. In molte città questi edifici grigi e scuri sono state trasformati in colorati edifici residenziali attraverso una serie di ristrutturazioni. Inoltre, sono stati compiuti sforzi per migliorare la qualità degli edifici. A Tartu, in Estonia, il progetto SmartEnCity finanziato dall'Unione Europea ha trasformato tre blocchi di chruščëvke in “case intelligenti” ad alta efficienza energetica. I lavori di ristrutturazione sono generalmente fortemente finanziati dallo Stato e, in molti casi, dall'Unione europea se il paese risulta esserne uno stato membro. In Russia, Ucraina e Asia centrale questi stessi stili di ristrutturazione non hanno avuto luogo, con conseguente ulteriore degrado degli edifici o, in alcuni casi, la loro demolizione. In queste parti dell'ex Unione Sovietica, la ristrutturazione privata è stata la più diffusa, spiegando la differenza nelle condizioni degli edifici.

## Nella cultura di massa
- Equivoci di una notte di capodanno, film sovietico del 1976 la cui trama ruota attorno alla relativa uniformità dell'architettura pubblica durante l'era di Brežnev.